# Mellon Bank Center (Filadelfia)
Mellon Bank Center – budynek w Filadelfii w USA, zaprojektowany przez Kohn Pedersen Fox Associates PC. Jego budowa zakończyła się w 1990 roku. Ma 241 metrów wysokości i 54 piętra. Jest wykorzystywany w celach biurowych. Został wykonany w stylu postmodernistycznym.
Budynek otrzymał w 1991 roku Certificate of Engineering Excellence od New York Association of Consulting Engineers. W 1992 roku został odznaczony Commerce Bank/Philadelphia Business Journal Building Excellence Award